# Sassnitz
Sassnitz (phát âm tiếng Đức: [ˈzasnɪts]) (trước năm 1993 tiếng Đức: Saßnitz) là một đô thị thuộc huyện Vorpommern-Rügen (trước thuộc huyện Rügen), bang Mecklenburg-Vorpommern, miền bắc nước Đức.

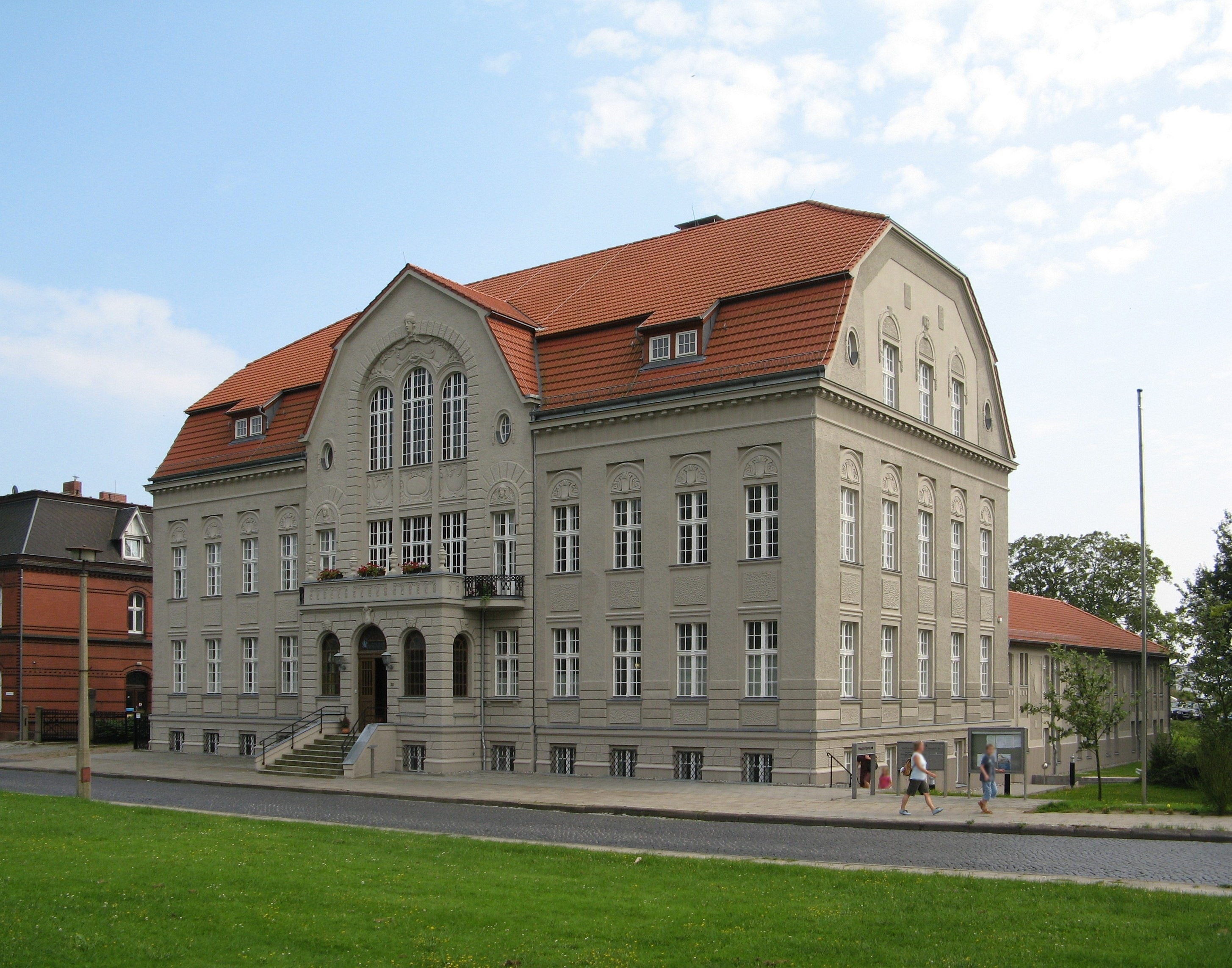
town hall

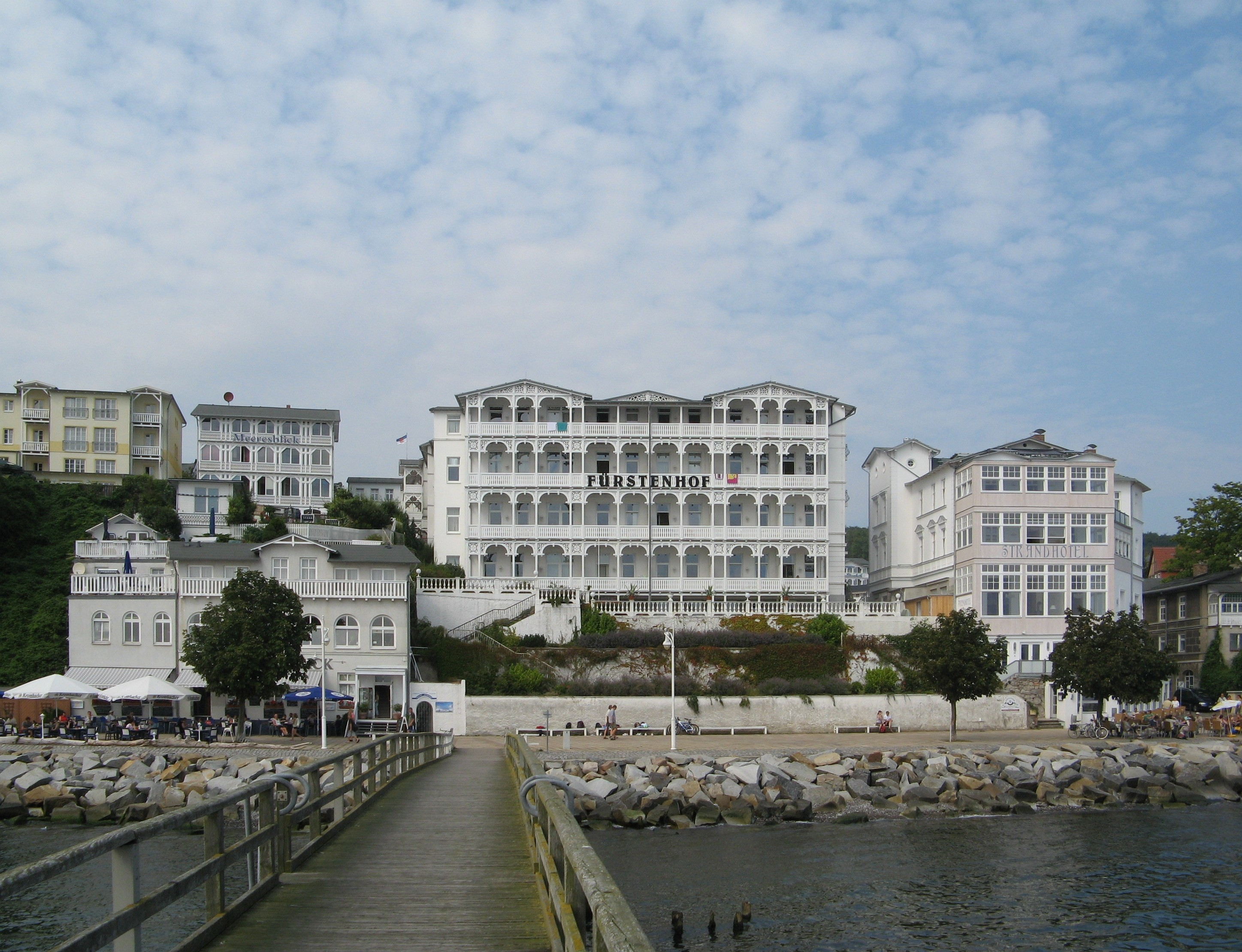
hotels at the beach promenade

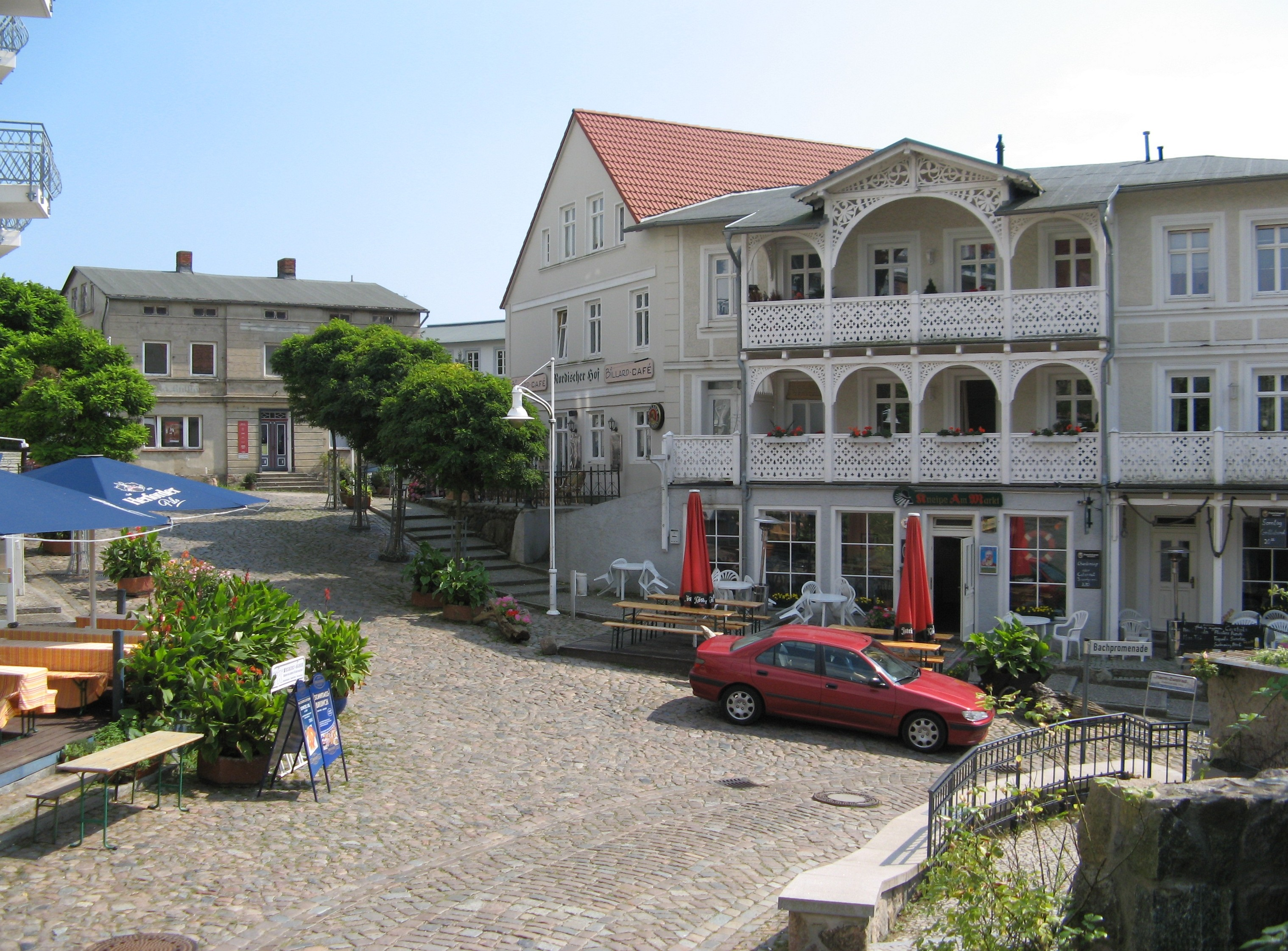
historic market place in the old town

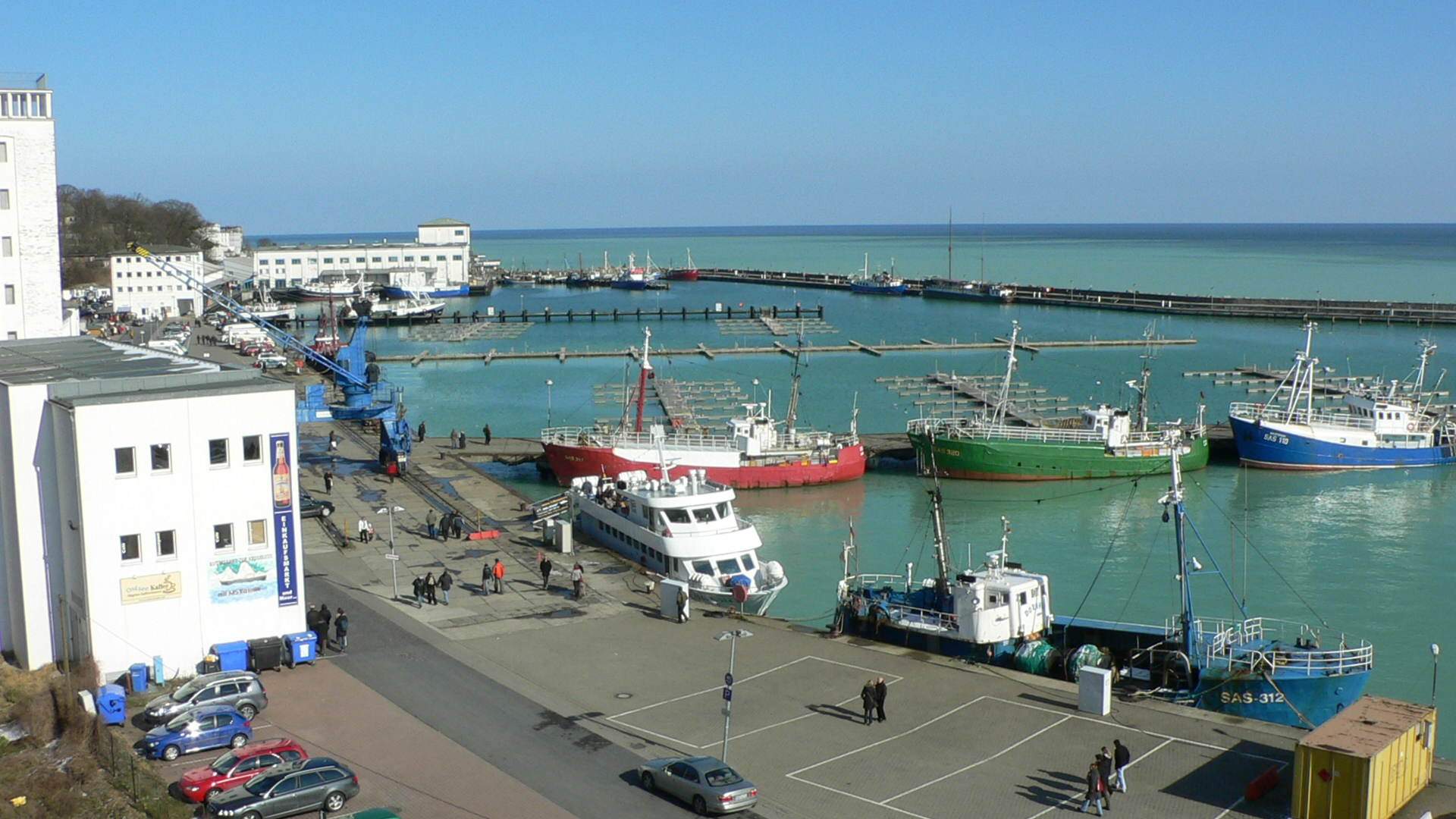
port of Sassnitz

## Thành phố kết nghĩa
- Cuxhaven, Đức
- Trelleborg, Thụy Điển
- Kingisepp, Nga
- Hoài An, Trung Quốc